# Цинции
Цинциите (gens Cincia) са фамилия от Древен Рим.
Известни от фамилията:
- Луций Цинций Алимент, историк на гръцки език, претор 210 пр.н.е. Пленен от Ханибал. [1]
- Марк Цинций Алимент, народен трибун. Издава закона Lex Cincia 204 пр.н.е.
- Марк Цинций, префект на Pisae 194 пр.н.е.
- Луций Цинций, прокуратор при Тит Помпоний Атик.[2]
- Цинций Север (или Цингий Север), сенатор и суфектконсул († 197)[3]